# René Desmaison
René Desmaison (Bourdeilles, 14 aprile 1930 – Marsiglia, 28 settembre 2007) è stato un alpinista francese, attivo dagli anni '50, che grazie alle sue imprese è da considerarsi uno dei migliori alpinisti di sempre.

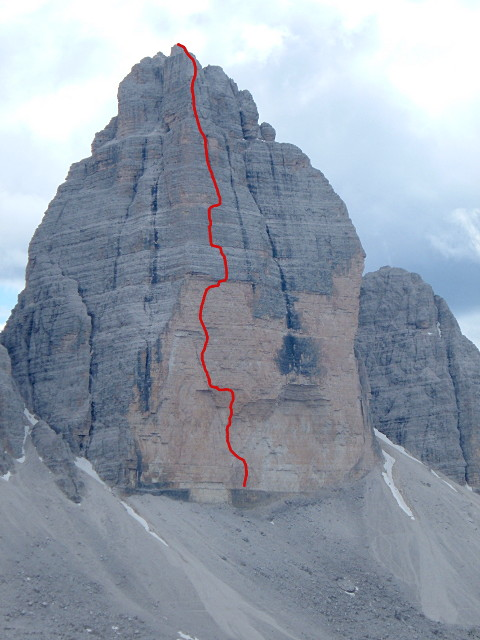
La via Couzy alla Cima Ovest (aperta da René Desmaison e Pierre Mazeaud assistiti da Pierre Kohlmann e Bernard Lagesse nel luglio 1959)

Nato nel Périgord, una regione sud occidentale della Francia, Desmaison scoprì la montagna durante il servizio militare, che svolse come alpino a Briançon.
La prima fase della sua carriera alpinistica fu strettamente legata a Jean Couzy, con il quale creò una cordata formidabile. I due ottennero una serie di successi di assoluto rilievo, tra i quali spiccano la parete Ovest dei Drus (1955), la prima salita della cresta Nord dell'Aiguille Noire de Peutérey (1956), la prima salita della Direttissima della parete Nord-Ovest del Pic d'Olan (1956), la prima invernale della parete Ovest dei Drus (inverno del 1957), una nuova via sulla parete Ovest dell'Aiguille Noire de Peutérey (1957), la terza ripetizione assoluta della Direttissima della Cima Grande di Lavaredo (1958) e la prima salita dello Sperone Margherita sulla parete Nord delle Grandes Jorasses (1958).
La morte prematura di Jean Couzy nell'autunno del 1958 pose fine a una cordata che avrebbe senza alcun dubbio garantito una lunga serie di exploit incredibili.
A 28 anni Desmaison si impose come uno degli alpinisti più forti dell'epoca, alla pari del grande Walter Bonatti. Le ascensioni fin qui compiute misero in evidenza le straordinarie doti dell'alpinista francese sia sul severo terreno di alta montagna offerto dal Monte Bianco e dal Delfinato, sia sulle strapiombanti pareti dolomitiche; lo stile di scalata, tipico per le imprese di rilievo di quegli anni, è da considerarsi lento, con molti bivacchi in parete ed una progressione artificiale nei tratti più duri: le grandi pareti delle Alpi erano già state vinte negli anni trenta, per cui si poneva il problema di aprire vie dirette, a goccia d'acqua, forzando direttamente tutte le difese delle pareti.
A tale proposito ben si inserisce la prima salita della Direttissima della Cima Ovest di Lavaredo (1959), ancor più dura della vicina Direttissima alla Cima Grande, aperta con Pierre Mazeaud e dedicata a Jean Couzy: questa via supera direttamente gli enormi tetti della parete Nord della montagna e venne effettuata a più riprese, richiedendo molti bivacchi nonché l'uso del perforatore.
Ai problemi offerti dalle "Direttissime" si affiancano quelli delle "Prime Invernali", che costituiscono uno dei capitoli più intensi e appassionanti della storia dell'alpinsimo, esaurendosi sostanzialmente nel quindicennio 1960 - 1975. Desmaison non stette certo a guardare e, forte dell'aver già salito una parete molto difficile come la Ovest dei Drus in inverno, percorse insieme a Jean Puiseux, Georges Payot e Fernand Audibert la via Gervasutti sulla parete Nord del Pic d'Olan (inverno del 1961), impiegando quattro giorni e tre bivacchi in parete a causa delle pessime condizioni della parete.
Segue la vittoriosa spedizione francese del 1962 al difficile Monte Jannu (Himalaya, 7710 m), già tentato tre anni prima e il grande exploit della salita invernale in compagnia di Jaques Batkin dello sperone Walker alle Grandes Jorasses (1963), la cui prima invernale era stata "soffiata" qualche giorno prima dalla cordata italiana Bonatti-Zappelli. La salita della cordata guidata da Desmaison assume grandissimo rilievo se si considera che i due alpinisti vennero colti dalla tormenta a metà parete, decisero comunque di proseguire e con una battaglia incredibilmente pericolosa e disperata raggiunsero la vetta e scesero a Courmayeur incolumi, trovando la via in condizioni ben più difficili rispetto a quelle incontrate dall'équipe di Bonatti.
Segue una impresa solitaria di assoluto rilievo, ossia la salita della parete Ovest dei Drus, a cui evidentemente Desmaison era molto affezionato; qualche anno dopo, nel 1966, l'alpinista francese tornò nuovamente su quella parete, questa volta per trarre in salvo, insieme a Gary Hemming, due tedeschi in difficoltà. Questa operazione di salvataggio estremamente difficile e pericolosa provocò penose e assurde polemiche nei confronti di Desmaison, che gli costarono l'esclusione dalla Società delle guide di Chamonix.
L'inverno del 1967 è la volta di un'altra grandissima impresa: la prima invernale del Pilone Centrale del Freney, in compagnia di Robert Flematti; quattro anni dopo, nell'inverno del 1971, Desmaison tentò di aprire una via nuova sulla parete Nord delle Grandes Jorasses, diretta, alla Punta Walker, insieme a Serge Gousseault. La cordata, dopo dodici giorni di battaglia in parete, rimase bloccata a ottanta metri dalla cima a causa della morte per sfinimento di Serge Gousseault, mentre Desmaison resistette per altri tre giorni, 342 ore in totale in parete, finché non venne recuperato con una delicata operazione di salvataggio. Questa vicenda venne minuziosamente raccontata dallo stesso Desmaison nello sconvolgente libro "342 ore sulle Grandes Jorasses", edito nel 1973 in seguito al completamento della via nel mese di gennaio insieme a Giorgio Bertone e Michel Claret.
La ripresa dalla durissima esperienza vissuta sulle Jorasses nel 1971 fu molto lunga e si completò definitivamente nel 1972, quando l'indomabile alpinista francese percorse con disinvoltura la cresta integrale di Peuterey in solitaria (prima solitaria assoluta).
Dopo il 1973 Desmaison si lanciò nell'avventura sudamericana, compiendo numerose spedizioni negli anni successivi e portando a termine la salita di numerose difficili pareti, tra le quali sicuramente primeggia la difficilissima parete Sud dell'Huandoy.
Lo stile di Desmaison è da considerarsi prevalentemente classico visto che, fatta eccezione per le Direttissima alla Cima Ovest di Lavaredo, in cui l'utilizzo del perforatore si rivelò indispensabile per compiere la via in artificiale (e d'altronde il superamento dei tetti di tale parete in arrampicata libera nel 1958 era del tutto inconcepibile), l'alpinista francese ha sempre ricorso a mezzi di scalata tradizionali.
Quello di Desmaison è stato un alpinismo di sofferenza, di lotta contro il freddo in interminabili bivacchi invernali, di battaglia per sopravvivere nella tormenta, ma anche un alpinismo romantico.